# 道特弗爾灣

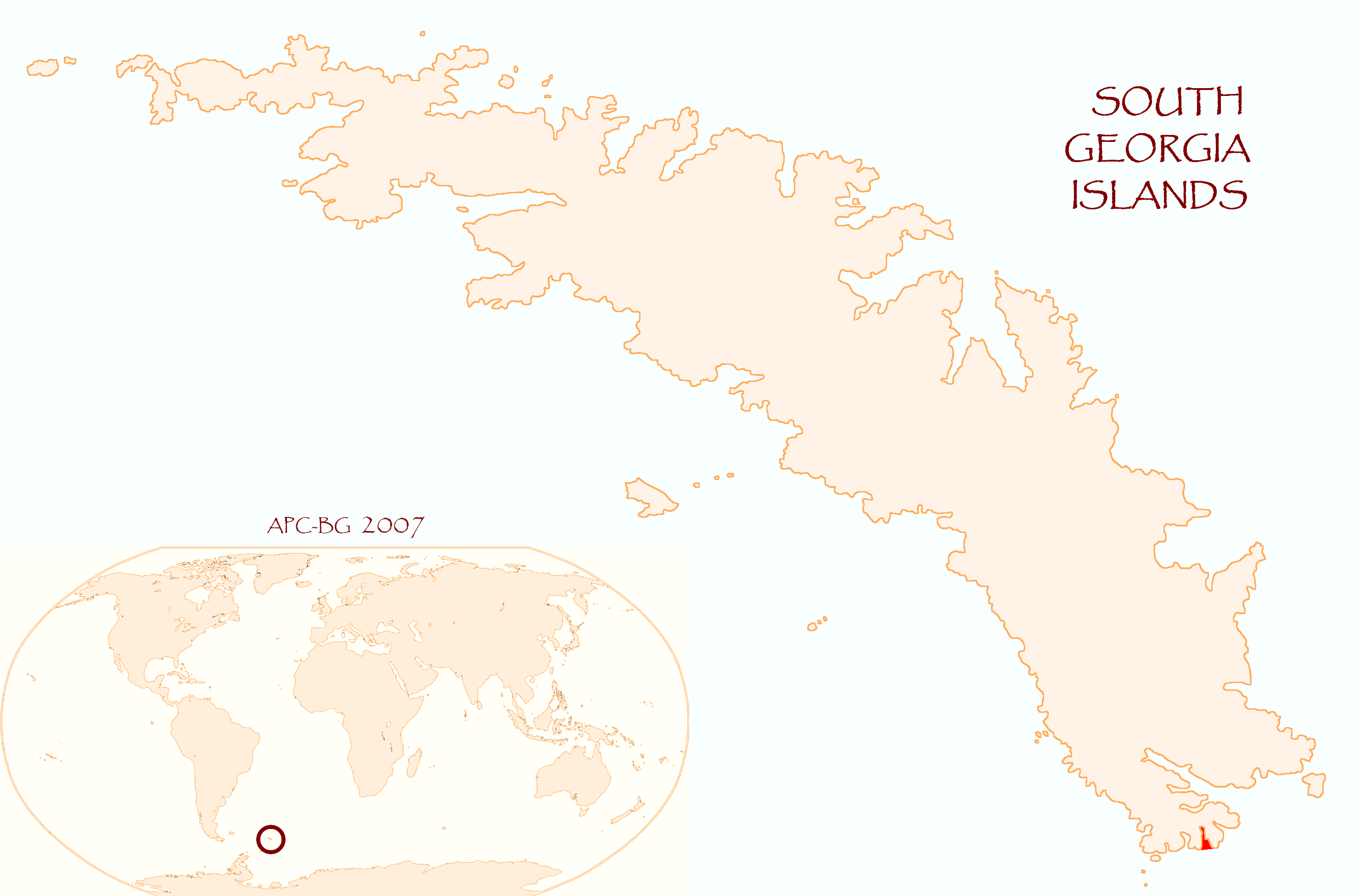
道特弗爾灣在南喬治亞島的位置

54°52′S 36°1′W / 54.867°S 36.017°W
道特弗爾灣（德語：Doubtful Bay），是南極洲的海灣，位於南喬治亞島，斯莫蘭灣東北面1.6公里，由德國探險隊繪入地圖，由英國海外領土南喬治亞與南桑威奇群島管轄。